# Brian Helgeland
Brian Helgeland (Providence, 17 de janeiro de 1961) é um cineasta estadunidense. Foi indicado ao Oscar de melhor roteiro adaptado na edição de 2004 pelo trabalho no filme Mystic River e venceu o Oscar em 1998 por L.A. Confidential, ao lado de Curtis Hanson.